# Коржуев, Андрей Вячеславович
Коржу́ев Андре́й Вячесла́вович (род. 7 сентября 1961, Калуга) — российский учёный, преподаватель высшей школы, доктор педагогических наук, профессор.

## Биография
Андрей Коржуев родился в 1961 году в Калуге. В 1983 году он окончил физический факультет Московского государственного педагогического института им. В. И. Ленина.
С 1991 года по настоящее время работает на кафедре медицинской и биологической физики Первого Московского государственного медицинского университета им. И. М. Сеченова.
В 1998 году защитил диссертацию на соискание учёной степени доктора педагогических наук по теме «Методические основы реализации сущностного подхода при обучении физике», в 2005 году ему было присвоено звание профессора по кафедре педагогики и медицинской психологии.
Первоначально научные интересы Коржуева был связаны с методикой обучения физике в высшей школе. После защиты докторской диссертации он работал в области теории высшего профессионального образования, а также — методологии педагогики и философии гуманитарной и физической науки. Много его работ последних лет посвящены проблемам научного педагогического диалога.
Коржуев был научным руководителем и консультантом 12 кандидатских и 3 докторских диссертаций успешно защищённых в период 2000—2015 годов.
Из увлечений — пишет стихи.